# ليو ماريون
ليو ماريون هو كيميائي كندي، ولد في 22 مارس 1899 في أوتاوا في كندا، وتوفي في 16 يوليو 1979.